# 丹麥—立陶宛關係
丹麦-立陶宛关系是丹麦和立陶宛之间的外交关系。立陶宛在哥本哈根设有大使馆，丹麦在维尔纽斯设有大使馆。两国都是欧盟和北约的成员国。两国于1991年8月24日重新建立外交关系，使得丹麦成为第一个与立陶宛建交的国家。
自立陶宛独立以来，丹麦为立陶宛提供了一种政治和道义上的经济支持。丹麦还支持立陶宛加入欧盟和北约。从1990年到2003年，丹麦捐了10亿美元给立陶宛。
2006年，丹麦对立陶宛的出口总额为4.42亿欧元。从立陶宛的进口总额为4.69亿欧元。许多丹麦公司在立陶宛设立了子公司。
自1991年以来，丹麦和立陶宛在军事防御领域进行了合作。立陶宛与丹麦有防务合作。立陶宛和丹麦军队在科索沃、伊拉克和阿富汗均有合作。
2003年5月2日，立陶宛总统罗兰达斯·帕克萨斯访问丹麦。丹麦首相拉斯穆森分别于2005年5月2日和2008年4月9日访问立陶宛。